# 華箏
華箏是金庸武俠小說《射鵰英雄傳》的虛構人物。她是一個純真的蒙古少女，是成吉思汗的女兒。其原型是成吉思汗长女火臣别吉。
登場回數:(射)4-6,15-16,25-26,35-38

## 生平
華箏是蒙古大汗成吉思汗的女兒。
- 她在4歲時曾遇到兩隻正在吃陳玄風屍體的豹子，危急關頭之下被四哥拖雷的結拜「安答」郭靖救了，從此便對郭靖有好感。她的娘親亦厚待郭靖一家。
- 她幼時和拖雷及郭靖一起成長，有深厚的感情。她時常在郭靖學習江南七怪的武功時陪著他。
- 她曾經被父親許配給都史，最後被郭靖解決其婚約，隨即亦被許配給郭靖，使郭靖成為蒙古的金刀驸馬。
- 郭靖和她發現了兩隻幼小白鵰，在全真教馬鈺的幫助下，郭靖把小白鵰救了下來，和華箏各養一隻。
- 在郭靖到中原其間，她曾經跟著拖雷和哲別到中原，並在牛家村傻姑的店子中受楊康所騙，說郭靖已死，令他們幾人極之傷心。
- 和郭靖相遇後，因為華箏的出現令郭靖三心兩意，使他與黃蓉的感情出現問題。之後郭靖決定和黃蓉一起離開，華箏才回到蒙古。
- 後來在郭靖回到蒙古生活時，成吉思汗要出兵攻打南宋，同時將一個機密的錦囊交給郭靖。華箏知道郭靖見過錦囊中的訊息後會離開蒙古和自己，就向父親告密本欲希望郭靖母子留在蒙古，最終卻導致成吉思汗等人迫使郭靖的母親李萍在郭靖面前自殺，令郭靖與蒙古帝國決裂成為仇敵並逃回中原。
- 因為郭靖之母親李萍間接由於她自殺而死便對郭靖深感愧疚，知道自己並不是郭靖的摯愛（因郭靖從來只當華箏為妹妹，並只深愛黃蓉一人），以及由於即將的宋蒙之戰導致郭靖與蒙古決裂並逃回中原，便遺憾的意識她自己與郭靖已是不可能的了，遂自行解除與郭靖的婚約。最後華箏寫了一張飛鴿傳書警告郭靖蒙古大軍即將侵略襄陽後，最終遷移於西域隱居，並誓永不與郭靖再相見。書云：

我師南攻，將襲襄陽，知君精忠為國，冒死以聞。我累君母慘亡，愧無面目再見，西赴絕域以依長兄，終身不履故土矣。愿君善自珍重，福壽無极。

## 相關人物
- 父親：成吉思汗
- 大哥：朮赤
- 二哥：察合台
- 三哥：窩闊台
- 四哥：拖雷
- 心上人兼青梅竹馬：郭靖（實際上只是華箏單戀郭靖。二人雖有婚約，郭靖更被封為成吉思汗的金刀駙馬，但他從來只當華箏為妹妹，並從來只深愛黃蓉一人。最後因各種原因導致郭靖與蒙古決裂並逃回中原，華箏遂自行解除與郭靖的婚約，最後她寫了一張飛鴿傳書警告郭靖蒙古大軍即將侵略襄陽後，最終遷移於西域隱居，並誓永不與郭靖再相見。）

## 影視形象

### 電視劇
- 1976林欣欣香港佳视《射鵰英雄傳》
- 1983黄造时香港无线《射鵰英雄傳》
- 1988冼焕贞台湾中视《射鵰英雄傳》
- 1994陈珮珊香港无线《射鵰英雄傳》
- 2003阿斯茹慈文影视《射鵰英雄傳》
- 2008谢　娜唐人电影《射鵰英雄傳》
- 2017代文雯华策影视《射鵰英雄傳》
- 2024馬麗亞企鵝影視、耀客傳媒《金庸武俠世界》

### 電影
- 2025張文昕中國電影《射鵰英雄傳：俠之大者》

## 名字考究
根據《華箏公主考》，「華箏」一名改自成吉思汗真實女兒的名字。該歷史人物在《元史·本紀第一·太祖》中被稱為「火阿真伯姬」，在《新元史·本紀第二·太祖上》則為「豁真別乞」。以普通話讀音，「火」「阿」連讀作「華」，「真」音近「箏」。「豁真」、「華箏」讀音亦相近。